# Oniskören
Oniskören är en ö i Finland.   Den ligger i kommunen Borgå i den ekonomiska regionen  Borgå  och landskapet Nyland, i den södra delen av landet, 50 km öster om huvudstaden Helsingfors.
Terrängen på Oniskören är varierad. Öns högsta punkt är 15 meter över havet.